# Scheletrizzazione
La scheletrizzazione è l'ultima fase della decomposizione del cadavere dei vertebrati e consiste nel disfacimento di tutti i tessuti molli e nella conseguente esposizione delle ossa. 

## Tempi e varianti
I tempi della scheletrizzazione dipendono fortemente da fattori esterni quali temperatura, presenza di animali saprofagi e luogo di conservazione del corpo. Un corpo esposto a temperature sotto lo zero può anche non giungere mai allo stato di scheletro, bensì subisce un particolare tipo di mummificazione (un esempio è Ötzi). In un clima temperato si verificano le seguenti possibilità:
- Se il corpo è sepolto all'interno di una bara, la scheletrizzazione avviene in circa 10/15 anni;[1]
- Se il corpo è sepolto senza alcuna protezione possono volerci 7-10 anni circa;
- In acqua il processo è fino a quattro volte più veloce;
- Se il corpo è esposto all'aria aperta (e dunque anche ad animali saprofagi) la scheletrizzazione avviene con una velocità otto volte superiore.

La scheletrizzazione è la fase della decomposizione più lunga in assoluto: nonostante i batteri non possano consumare le ossa, queste subiscono un disfacimento causato dagli acidi che si trovano nell'ambiente. Le ossa sono infatti composte prevalentemente di proteine e minerali. L'unico modo in cui si può arrestare questa corrosione è un processo definito fossilizzazione.